# Siroch Chatthong
Siroch Chatthong (tiếng Thái: สิโรจน์ ฉัตรทอง, sinh ngày 8 tháng 12 năm 1992), còn được biết đến với tên đơn giản Pipo (tiếng Thái: ปีโป้) là cầu thủ bóng đá người Thái Lan thi đấu ở vị trí tiền đạo cho câu lạc bộ PT Prachuap tại Thai League 1 và đội tuyển quốc gia Thái Lan.

## Sự nghiệp quốc tế
Tháng 9 năm 2016, anh được gọi vào đội tuyển bóng đá quốc gia Thái Lan để tham dự vòng loại World Cup 2018 gặp đối thủ mạnh Nhật Bản.

### Quốc tế
Tính đến 6 tháng 1 năm 2019
| Đội tuyển quốc gia | Năm       | Số trận | Bàn thắng |
| ------------------ | --------- | ------- | --------- |
| Thái Lan           |           |         |           |
| 2016               | 12        | 3       |           |
| 2017               | 9         | 0       |           |
| 2018               | 3         | 0       |           |
| 2019               | 1         | 0       |           |
| Tổng cộng          | Tổng cộng | 25      | 3         |

### Bàn thắng quốc tế

#### Đội tuyển quốc gia
| #  | Ngày                 | Địa điểm                                     | Đối thủ   | Tỉ số | Kết quả | Giải đấu            |
| -- | -------------------- | -------------------------------------------- | --------- | ----- | ------- | ------------------- |
| 1. | 8 tháng 12 năm 2016  | Sân vận động Rajamangala, Băng Cốc, Thái Lan | Myanmar   | 3–0   | 4–0     | AFF Suzuki Cup 2016 |
| 2. | 17 tháng 12 năm 2016 | Sân vận động Rajamangala, Băng Cốc, Thái Lan | Indonesia | 1–0   | 2–0     | AFF Suzuki Cup 2016 |
| 3. | 17 tháng 12 năm 2016 | Sân vận động Rajamangala, Băng Cốc, Thái Lan | Indonesia | 2–0   | 2–0     | AFF Suzuki Cup 2016 |

## Danh hiệu

### Câu lạc bộ
Muangthong United
- Cúp Liên đoàn bóng đá Thái Lan (1): 2017
- Giải bóng đá vô địch các câu lạc bộ sông Mê Kông (1): 2017

### Quốc tế
Thái Lan
- Giải vô địch bóng đá Đông Nam Á (1): 2016
- Cúp Nhà vua Thái Lan (1): 2017